# Cryptocephalus sareptanus
Cryptocephalus sareptanus là một loài bọ cánh cứng trong họ Chrysomelidae. Loài này được F. Morawitz miêu tả khoa học năm 1863.